# The Sims 3: Showtime
The Sims 3: Showtime — шосте доповнення для комп'ютерної гри жанру стратегічного симулятору життя The Sims 3. В США вийшло 6 березня 2012. Доповнення містить новий район під назвою Старлайт Шорс і фокусується на шоу-бізнесі. Схожими доповненнями є The Sims: Superstar. Обмежене колекційне видання включає ексклюзивне наповнення, таке як сцену та два костюми разом із постером із сімом, який зроблений за образом американської співачки Кеті Перрі.

## Ігровий процес

### SimPort
Функція SimPort дозволяє гравцям відправляти своїх сімів на турне до міст своїх знайомих по інтернеті. Також можливо запросити сіма знайомого приїхати на концерт до міста гравця; гравець може самостійно підготувати сцену із задниками, кріпленнями, освітленням та спецефектами. Гравці можуть кидати у виконавців на сцені різні об'єкти: починаючи від квіт і закінчуючи капустою. Вибір, при якому гравець не використовує SimPort ніяк не впливає на ігровий процес всередині доповнення. Якщо обрати використання SimPort, гравці можуть відкрити нові задники, кріплення та костюми для сімів. Гравці можуть переписуватися між собою, коли їх сім знаходиться в іншому місті.

### Старлайт Шорс
У доповнені був доданий новий район під назвою Старлайт Шорс. Він віддалено нагадує центр каліфорнійського міста, наприклад Лос-Анджелеса. В ньому знаходяться парки, кав'ярні, місця для проведення шоу, на яких сіми можуть виступати; перед аудієнцією можуть виступати сіми-співаки, сіми-акробати та сіми-фокусники. Наявний пляж із будиночками по береговій лінії. В Старлайт Шорс також проводять сімфести.

### Сцени
Showtime додає можливість влаштовувати сцени, на яких можуть виступати сіми. За дві години до початку концерту у режимі покупок з'являється меню «Кріплення». Із цього меню можна вибрати різні об'єкти та зберегти створений тип кріплення, або ж завантажити вже готовий розробниками. Також є можливість використати автоматично підготовлені кріплення для сцени. У кріпленнях доступні ефекти освітлення, полум'я, метелики та інші ефекти. Коли сім завершив виступ, стає доступним перегляд оглядів цього виступу. Сім може мати від чудесної до жахливої оцінки. Настрій сімів значно впливає на якісь їх виступу.

### Нові кар'єри
В доповненні з'явилися такі нові кар'єри як співак, акробат, фокусник та діджей. Система просування по кар'єрній сходинці така ж сама як і первинна із доповнення The Sims 3: Ambitions.

### Нові об'єкти
Нові об'єкти доповнення включають стільці біля басейнів, машини караоке, кабіни діджеїв, нові гітари, палички, мікрофони, прожектори, акустичні системи, музичні автомати, сфери електро-денсу, стіл-доміно, кабінки для зйомки фото, переносні MP3-плеєри і нове освітлення. Як і всі попередні доповнення, Showtime додає нові зачіски та одяг. Із нововведень також присутні декорації для сцен.

## Реліз

### Обмежене колекційне видання
Спеціальне видання під назвою The Sims 3 Showtime: Katy Perry Collector's Edition фокусується на тематичних об'єктах Кеті Перрі: декораціях, зачісках, одязі із її студійного альбому «Teenage Dream». Обмежене колекційне видання включає додаткові будівлі для району, тематичні зачіски, гітару, ексклюзивний постер, два фруктових костюми, 3 фруктові декорації на сцену (статуї банану, вишні та кавуна).

## Рецензії
| Агрегатор    | Оцінка |
| ------------ | ------ |
| GameRankings | 73.12% |
| Metacritic   | 67 %   |

| Видання | Оцінка |
| ------- | ------ |
| IGN     | 7.7/10 |

Ебігейл Холден із Lazygamer.net оцінила доповнення у 8.5, хвалячи нововведення та кар'єри, але критикуючи гру за деякі баги.

## Розробка доповнення

### Музика
| Список саундтреків із The Sims 3: Showtime | Список саундтреків із The Sims 3: Showtime | Список саундтреків із The Sims 3: Showtime | Список саундтреків із The Sims 3: Showtime | Список саундтреків із The Sims 3: Showtime |
| #                                          | Назва                                      | Автор                                      | Радіостанція в грі                         | Тривалість                                 |
| ------------------------------------------ | ------------------------------------------ | ------------------------------------------ | ------------------------------------------ | ------------------------------------------ |
| 1.                                         | «Not Your Fault»                           | Awolnation                                 | Інді                                       | 2:52                                       |
| 2.                                         | «Swoobie Zine»                             | A Nagging Sense Of Uncertainty             | Інді                                       | 5:45                                       |
| 3.                                         | «Tonight»                                  | Seether                                    | Інді                                       | 3:46                                       |
| 4.                                         | «You Me and The Boatman»                   | Quiet Company                              | Інді                                       | 3:45                                       |
| 5.                                         | «We Are Young»                             | Fun                                        | Інді                                       | 4:08                                       |
| 6.                                         | «Don't Wanna Go Home»                      | Джейсон Деруло                             | Поп                                        | 3:30                                       |
| 7.                                         | «This City»                                | Патрік Стамп                               | Поп                                        | 3:42                                       |
| 8.                                         | «Betrayed»                                 | Tiny Dancer                                | Поп                                        | 3:57                                       |
| 9.                                         | «Loo Mah»                                  | Ванае Локрел                               | Поп                                        | 3:03                                       |
| 10.                                        | «For The Kids Of The Multiculture»         | Sonic Boom Six                             | Поп                                        | 3:17                                       |
| 11.                                        | «Last Friday Night»                        | Кеті Перрі                                 | Поп                                        | 3:56                                       |
| 12.                                        | «Firework»                                 | Кеті Перрі                                 | Поп                                        | 3:53                                       |
| 13.                                        | «The One That Got Away»                    | Кеті Перрі                                 | Поп                                        | 4:50                                       |